# ميم (وحدة)
الميم هو مصطلح يقصد به فكرة أو تصرف أو أسلوب والذي ينتشر من شخص لآخر داخل ثقافة ما غالبا بهدف نقل ظاهرة معينة، أو معنى متمثلا في الميم. يعمل الميم كوحدة لحمل الأفكار الثقافية أو الرموز أو الممارسات، والذي يمكن أن ينتقل من عقل إلى آخر من خلال الكتابة أو الحديث أو الإيماءات أو الطقوس أو أي ظاهرة أخرى قابلة للتقليد يربط بينها صورة عامة. يعتبر مؤيدو المفهوم أن الميم نظير ثقافي للجينات في أنها تضاعف نفسها وتتحور وتستجيب للضغوط الانتقائية.
يفترض المعارضون أن الميم هو ظاهرة فيروسية قد تتطور من خلال الانتخاب الطبيعي بطريقة مشابهة للتطور البيولوجي. يفعل الميم ذلك من خلال عمليات التنوع والطفرات والمنافسة والوراثة، والتي يؤثر كل منها في نجاح تكاثر وانتشار الميم. ينتشر الميم من خلال التصرفات التي تنتجها في العائل. الميمات التي تنتشر بشكل أقل إنتاجية قد تنقرض، بينما تبقى الأخرى وتنتشر وتتحور. تستمتع الميمات التي تتضاعف بكفاءة بالمزيد من النجاح، وقد تتضاعف بعضها بكفاءة حتى عندما يُثبت أنها ضارة لمصلحة العوائل.
ظهر علم التطور الثقافي في التسعينات من أجل استكشاف المفاهيم وانتقال الميمات في ضوء النموذج التطوري. تحدت الانتقادات من العديد من الجهات فكرة الدراسة الأكاديمية للميمات تجريبيا. إلا أن التطورات في مجال التصوير العصبي قد تكون قد جعلت الدراسة التجريبية للميمات ممكنة. يتساءل بعض المعلقين على العلوم الاجتماعية عن فكرة قدرتنا على تصنيف الثقافة في ضوء الوحدات المجردة، كما أنهم ينتقدون خصيصا الطبيعة البيولوجية لتدعيمات النظرية. في حين جادل آخرون أن استخدام هذا المصطلح هو نتيجة سوء فهم للافتراض الأصلي.
كلمة ميم هي كلمة مستحدثة صاغها ريتشارد دوكينز. أتت الكلمة من كتاب دوكينز المنشور في 1976 الجين الأناني. يبدو أن موقف دوكينز نفسه غامض إلى حد ما حيث رحب باقتراح ن. ك. همفري أنه «يجب اعتبار الميمات كائنات حية وليس مجازيا فقط» واقترح اعتبار الميمات «ساكنين فيزيائيين للمخ». لاحقا، جادل أن نواياه الأصلية –غالبا قبل قبوله لرأي همفري- كانت أبسط من ذلك.

## الاصطلاح
كلمة ميم هي اختصار لكلمة ميميمي (من اليونانية القديمة μίμημα والتي تعني الشيء المقلد) والتي صاغها عالم الأحياء البيولوجية البريطاني ريتشارد دوكينز في كتاب الجين الأناني (1976) كمفهوم لنقاش الأسس التطورية في شرح انتشار الأفكار والظواهر الثقافية. من أمثلة الميمات الموجودة في الكتاب النغمات والموضة وتكنولوجيا بناء الأقواس.

## الأصل

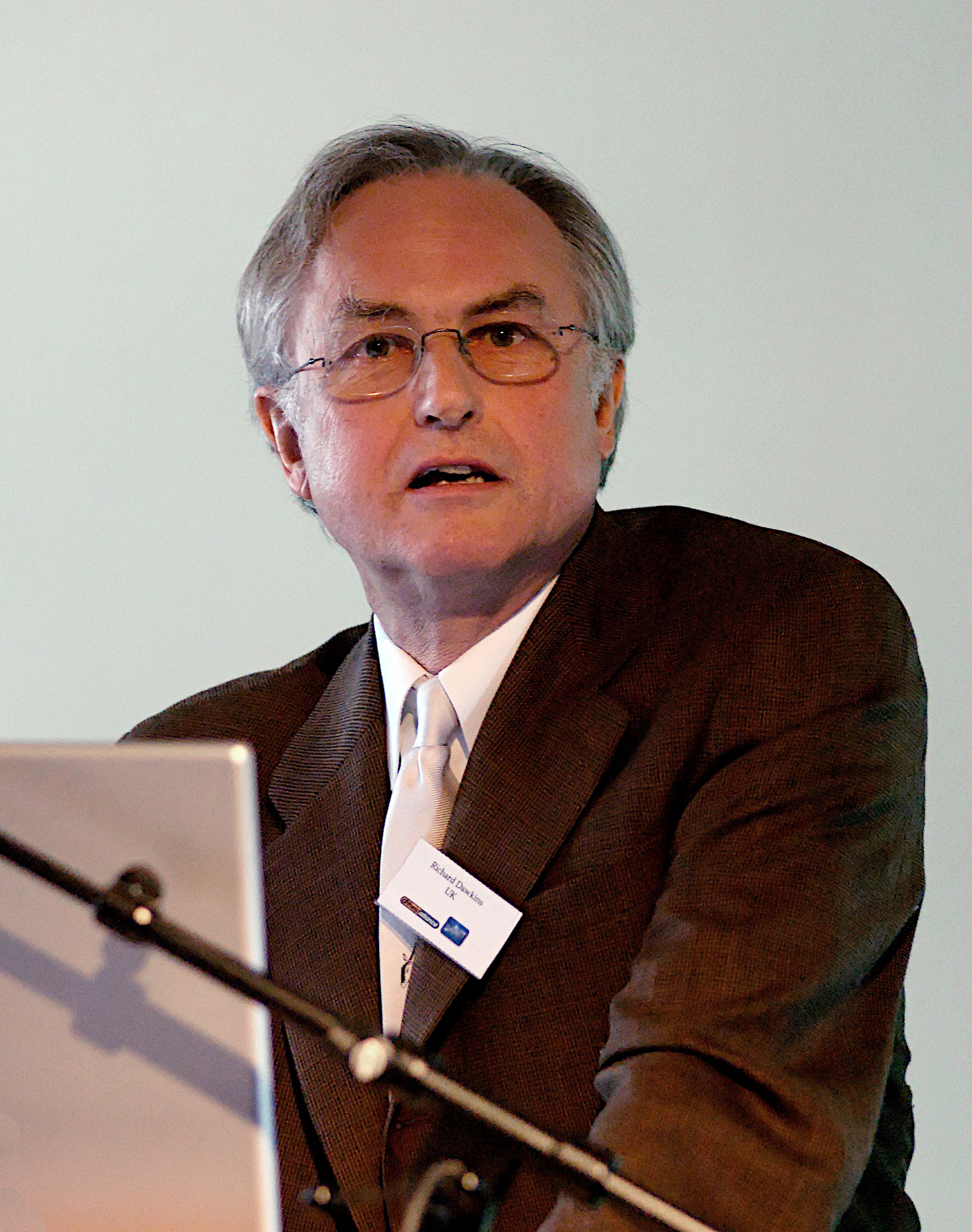
صاغ الكلمة عالم الأحياء البيولوجية البريطاني ريتشارد دوكينز في كتاب الجين الأناني.

نشأت كلمة ميم في كتاب الجين الأناني 1976 لريتشارد دوكينز. كتب دوكينز أن التطور لم يعتمد على أسس كيميائية معينة للجينات، بل على وجود الوحدات التي تضاعف نفسها وتنتقل فقط، مثل الجين في حالة التطور البيولوجي. بالنسبة إلى دوكينز، يتمثل الميم في وحدة أخرى قادرة على التضاعف لها أهمية واضحة في شرح التصرفات البشرية والتطور الثقافي. على الرغم من أن دوكينز هو من اخترع مصطلح «ميم» وطور نظرية الميم، إلا أن إمكانية تعرض المواضيع لنفس ضغوط التطور نوقشت في وقت دوكينز. ادعى ت. هاكسلي أن "الصراع من أجل البقاء يشغل مركزا عقليا مساويا كما في العالم الفيزيائي. النظرية عن الأنواع المفكرة، وعن حقها في الوجود المتساوي في الامتداد مع قوة الانقراض المقاوم لمنافسيها".
استخدم دوكينز المصطلح ليشير إلى أي كينونة ثقافية قد يعتبرها الراصد قابلة للتضاعف. افترض أن المرء يمكنه رؤية العديد من الكينونات الثقافية قابلة للتضاعف، وأشار إلى النغمات والموضة ومهارات التعلم كأمثلة. تتضاعف الميمات بشكل عام من خلال التعرض إلى البشر، الذين تطوروا كناقلين فعالين للمعلومات والتصرفات. ولأن البشر لا ينقلون الميمات بصورة مثالية، ولآنها قد تتصفى أو تجتمع أو تتعدل مع ميمات أخرى بدلا من ذلك لإنتاج ميمات جديدة، فبإمكانها التغير مع مرور الوقت. ربط دوكينز العملية التي تبقى الميمات من خلالها وتتغير في ضوء تطور الثقافة إلى الانتقاء الطبيعي للجينات في التطور البيولوجي.

## دورة حياة الميم: الانتقال والاستبقاء
تختلف الميمات –مثل الجينات- في أهليتها للتضاعف، حيث تبقى الميمات الناجحة وتنتشر بينما تختفي الميمات غير الصالحة وتُنسى. لذلك تُختار الميمات التي تُظهر فاعلية أكثر في التضاعف والبقاء في تجمع الميم.
تحتاج الميمات في البداية إلى الاستبقاء. فكلما طالت مدة بقاء الميم عند عائله، كلما زادت فرصه في الانتشار. عندما يستخدم العائل الميم، تمتد حياة الميم أكثر. إعادة استخدام المساحة العصبية العائلة لنسخة ميم معينة من أجل استخدامها لميم آخر هي أخطر تهديد لنسخة الميم.
الميم الذي يطيل مدة عائله سيبقي بشكل عام مدة أطول. على النقيض، الميم الذي يُنقص مدة عائله سيميل إلى الاختفاء بشكل أسرع. إلا أنه بسبب وفاة العائل، فإن الاستبقاء غير كاف لإدامة الميم لمدة طويلة. لذا تحتاج الميمات إلى الانتقال.
تنقل أشكال الحياة المعلومات سواء رأسيا (من الوالدين إلى الطفل من خلال تضاعف الجينات) أو أفقيا (من خلال الفيروسات والطرق الأخرى). تستطيع الميمات المضاعفة رأسيا أو أفقيا داخل جيل حيوي واحد. قد تبقى الميمات خاملة أيضا لفترة طويلة من الزمن.
تنتشر الميمات عن طريق النسخ من جهاز عصبي إلى جهاز عصبي آخر، سواء من خلال التواصل أو التقليد. يشتمل التقليد عادة على نسخ تصرف ملاحظ من فرد آخر. قد يكون التواصل مباشرا أو غير مباشر، حيث تنتقل الميمات من فرد إلى آخر من خلال نسخة مخزنة في مصدر غير حيواني مثل الكتب أو القطع الموسيقية. اقترح آدم نكنامرا أن الميمات يمكن تصنيفها إلى ميمات داخلية أو ميمات خارجية.
ربط بعض المعلقين بين انتقال الميمات وبين انتشار العدوى. تمثل العدوى الاجتماعية مثل تأثير عربة الموسيقى والعدوى الهستيرية والجريمة بالتقليد والانتحار بالتقليد أمثلة للميمات كتقليدي معدٍ للأفكار. يميز الملاحظون بين التقليد المعدي للميمات وبين الظواهر المعدية على نحو غريزي مثل التثاؤب والضحك والتي يعتبرونها تصرفات فطرية (بدلا من كونها نتيجة تعلم اجتماعي).

## الميم كوحدة منفصلة
عرّف دوكينز الميم في البداية كاسم بأنه «ينقل فكرة وحدة الانتقال الثقافي، أو هو وحدة التقليد». استعاد جون س. ويكينز فكرة الميم كبذرة التقليد الثقافي في حين أكّد على الجانب التطوري للميم حيث عرّف الميم بأنه «أقل وحدة من المعلومات الاجتماعية الثقافية بالنسبة لعملية الانتقاء والتي لها ميل نحو اختيارات مرغوبة أو غير مرغوبة والتي تتخطى ميلها الداخلي نحو التغير». يوفر الميم كوحدة وسيلة مريحة لمناقشة «فكرة منقولة من شخص إلى آخر» بغض النظر عن ما إذا كانت هذه الفكرة تحتوى على أفكار أخرى بداخلها، أو أشكال متعددة تكوّن ميما أكبر. قد يتكون الميم من كلمة واحدة، أو يتكون الميم من خطاب كامل والذي توجد فيه هذه الكلمة. يتشابه هذا مع فكرة الجين كوحدة مفردة للمعلومات ذاتية التضاعف والموجودة على الكروموسوم ذاتي التضاعف.
في حين أن تعريف الميمات «كوحدات» تنقل طبيعتها لتتضاعف ككينونات منفصلة غير قابلة للتجزئة، إلا أن ذلك لا يوحي بأن الأفكار تصبح كمّية بصورة ما أو أن الأفكار «الذرية» موجودة والتي لا يمكن تجزئتها إلى أجزاء أصغر فليس للميم حجما معينا. كتبت  سوزان بلاكمور أن النغمات في سمفونية بيتهوفن عادة ما تُستخدم لتوضيع صعوبة احتواء الميمات في وحدة منفصلة. لاحظت أنه في حين تكوّن النغمات الأربع الأولى من سمفونية بيتهوفن الخامسة ميما كثيرا ما يتضاعف كوحدة غير مستقلة، إلا أنه يمكننا اعتبار السمفونية كاملة ميما واحدا أيضا.
تُعرف عدم القدرة على تحديد فكرة أو سمة ثقافية لجعلها كمية متمثلة في وحدة واحدة بشكل عام كمشكلة في علم التطور الثقافي. إلا أنه قيل أن علامات عملية التطور الثقافي يمكن جعلها كمية باستخدام تقنيات التصوير العصبي والتي تقيس التغيرات في أرشيفات التواصل بين مناطق العقل. قوبلت بلاكمور بانتقاد واسع عند قولها أن الميمات تشابه الجينات في هذا الصدد: أنه في حين لا يوجد حجم معين للجين، ولا نستطيع ربط كل صفة وسمة بجين منفرد معين، إلا أنه له قيمة لأن يغلف هذه الوحدة للتعبير الموروث المعرض للضغوط التطورية. لتوضيح ذلك، كتبت أن التطور ينتقي من أجل الجين لصفات مثل لون العين، لكنه لا ينتقي للنيكوليوتيد الشخصي في شريط الحمض النووي الريبوزي منقوص الأكسجين (DNA). تلعب الميمات دورا مشابها في فهم تطور التصرفات المقلدة.

## التأثيرات التطورية على الميمات
لاحظ دوكينز ثلاثة ظروف لا بد أن توجد لكي يحدث التطور:
1. التنوع أو تقديم تغير جديد على العناصر الموجودة
2. الوراثة أو التضاعف أو القدرة على خلق نسخ جديدة من العناصر
3. كفاءة الاختلاف أو فرصة أحد العناصر في أن يكون ملائما أكثر من غيره

أكد دوكينز على أن عملية التطور تحدث بصورة طبيعية في أي وقت تواجدت فيه هذه العناصر، وأن التطور لا ينطبق على العناصر الحية فقط مثل الجينات. اعتبر دوكنيز أن الميمات تمتلك نفس الخواص الضرورية للتطور، وبالتالي لا يرى تطور الميم مشابها للتطور الجيني فقط، ولكن كظاهرة حقيقية ينطبق عليها قوانين الانتخاب الطبيعي. لاحظ دوكينز أنه مع انتقال أفكار ما من جيل إلى الجيل التالي، فقد تعزز أو تقلل من نجاة الأشخاص الذين يحملون هذه الأفكار، أو تؤثر في نجاة الأفكار نفسها. على سبيل المثال، قد تطور ثقافة ما تصميما معينا وطرقا معينة في صنع الأدوات والتي تعطيها ميزة تنافسية على ثقافة أخرى. لذا يعمل كل تصميم آلة بصورة ما مشابهة للجين البيولوجي في أن بعض السكان يمتلكونها في حين لا يمتكلها البعض الآخر، وتؤثر وظيفة الجين بصورة مباشرة على وجود هذا التصميم في الأجيال القادمة.
على عكس التطور الجيني، قد يُظهر التطور الميمات صفات دراوينية وصفات لاماركية. تمتلك الميمات الثقافية سمات من الوراثة اللاماركية عندما يسعى العائل إلى مضاعفة الميم المُعطى من خلال الاستنباط بدلا من تقليده مباشرة. خذ على سبيل المثال حالة انتقال مهارة بسيطة مثل الدق على المسامير وهي مهارة يقلدها المتعلم من خلال مشاهدة عرض بدون الحاجة إلى تقليد كل حركة منفصلة يقوم بها المعلم أثناء عرضه ضربة ضربة. تميز سوزان بلاكمور الفرق بين نظامي الوراثة في تطور الميمات، حيث تميز نظام التطور الدارويني بأنه «نسخ للتعليمات» بينما نظام التطور اللاماركي بأنه «نسخ المنتج».

## علم التطور الثقافي
يوفر نظام علم التطور الثقافي –والذي يعود إلى منتصف ثمانينات القرن الماضي- مدخلا إلى النماذج التطورية لنقل المعلومات الثقافية بناء على مفهوم الميم. اقترح علماء التطور الثقافي أنه بما أن الميمات تتصرف بصورة مشابهة للجينات، فإن علم التطور الثقافي لا بد أن يتصرف بصورة مشابهة لعلم الجينات. يحاول علم التطور الثقافي تطبيق الطرق العلمية التقليدية (مثل تلك المستخدمة في علم جينات السكان وعلم الأوبئة) لشرح الأنماط الموجودة وانتقال الأفكار الثقافية.
يشمل الانتقاد الرئيسي لعلم التطور الثقافي ادعاء أن علم التطور الثقافي يتجاهل التطورات الراسخة في المجالات الأخرى من الدراسة الثقافية مثل علم الاجتماع وعلم الإنسان الثقافي وعلم النفس المعرفي وعلم النفس الاجتماعي. تبقى الأسئلة ما إذا كان مفهوم الميم يعتبر نظرية علمية قابلة للدحض أم لا. تعتبر هذه النظرية علم التطور الثقافي نظرية في طفولتها، حيث يعتبره مؤيدوه علما مبتدئا بينما يعتبره منتقصوه علما زائفا.

## نقد نظرية الميم
يشمل الاعتراض على دراسة تطور الميمات في ضوء الجينات (وليس على وجود الميمات) وجود فجوة مفترضة في التشبيه بين الجين والميم. يعتمد التطور الكلي للجينات على الضغوط الحيوية في الانتخاب والتي ليست كبيرة للغاية أو صغيرة للغاية بالنسبة إلى معدلات الطفرات. يبدو أنه ليس هناك أي سبب للتفكير أن نفس التوازن سيكون موجودا في الضغوط الانتقائية على الميمات.
يطالب الطبيب لويس بينيتيز بريبيسكا –ناقد لعلم التطور الثقافي- بنظرية «دوغما العلم المزيف» و«الفكرة الخطيرة التي تفرض تهديدا للدراسة الجدية للوعي والتطور الثقافي». كنقد فعليّ، يشير بينيتيز بريبيسكا إلى انعدام «وثيقة رموز» للميمات (شبيهة بالحمض النووي الريبوزي منقوص الأكسجين DNA بالنسبة للجينات)، وإلى انعدام القدرة على اكتساب آلية الطفرات في الميمات (وهي أن فكرة ما تنتقل من عقل لآخر) والتي ستؤدي إلى انخفاض دقة التضاعف وارتفاع معدل الطفرات مما يجعل العملية التطورية فوضاوية.
وصف الفيلسوف السياسي البريطاني جون غراي نظرية دوكنيز في التطور الثقافي بأنها «هراء» وأنها «ليست نظرية حتى... وهي آخر تسلسل من التشبيهات الداروينية غير المحسوبة» مقارنا ذلك بالتصميم الذكي في قيمته كعلم.
يأتي انتقاد آخر من منظري علم العلامات مثل ديكون وكول. تعتبر هذه الرؤية مفهوم «الميم» كمفهوم بدائي من «العلامة». لذا فإن الميم يوصف في علم التطور الثقافي بأنه علامة تفتقد إلى الطبيعة الثلاثية. يعتبر علماء العلامات الميم بأنه علامة «تالفة» تتضمن فقط قدرتها على النسخ. طبقا لذلك، فإن الغاية من النسخ في المعنى العام هو الميم، كما أن الغاية من الترجمة هي العلامات.
اعتبر فراكيا وليفوتين علم التطور الثقافي بأنه اختزالي وغير كاف. رفض عالم الأحياء التطورية إرنست ماير رؤية دوكينز المبنية على الجينات واستخدامه مصطلح «ميم» مشيرا إلى أن ذلك «مرادف غير ضروري» لكلمة «مفهوم»، معللا أن المفاهيم لا تقتصر على فرد أو جيل فقط، وأنها قد تدوم لفترة طويلة من الزمن كما أنها قد تتطور.

## ثقافة الإنترنت
«ميم إنترنت» هو مفهوم ينتشر بسرعة من شخص لآخر عبر الإنترنت، في الغالب عبر البريد الإلكتروني، والمدونات، والمنتديات، ولوحات الصور، ومواقع التواصل الاجتماعي، والتراسل الفوري، ومواقع الأخبار الاجتماعية مثل رِديت، ومواقع المشاركة المرئية مثل يوتيوب وتويتش.
في 2013، وصف ريتشارد دوكينز ميم الإنترنت بأنه معدل عمدا من خلال ابتكار البشر والذي يتميز عن فكرة دوكينز الأصلية التي تتضمن الطفرات من خلال التغيرات العشوائية كنوع من الانتخاب الدارويني.

## خرائط الميم
تمثل أحد طرق خرائط الميم تطور وانتقال الميم خلال الزمان والمكان. تستخدم مثل هذه الخرائط الميمية مخطط الرقم 8 من أجل رسم خريطة الحمل والولادة والتطور للميمات المختارة. تكون مثل هذه الخرائط عادة غير مقياسية، حيث يكون الزمن على المحور س والمكان على محور ص. يمكننا قراءة التطور الزمني لخرائط الميم من الجنوب إلى الشمال على مثل هذه الخرائط. نشر بول مثالا عمليا مستخدما «الميم العضوي» (كما في الزراعة العضوية).